# 17. Infanterie-Division
17. Infanterie-Division var ett tyskt infanteriförband under andra världskriget.
Förbandet upprättades i oktober 1934 under täcknamnet Artillerieführer VII. I oktober 1935 ersattes täcknamnet och divisionen fick sitt riktiga namn.
Divisionen deltog i invasionen av Österrike vid Anschluss.
Vid invasionen av Polen i samband med andra världskrigets utbrott deltog divisionen, varefter den överfördes till västfronten för insatser vis Slaget om Frankrike.
I juni 1941 transporterades divisionen till östfronten och Operation Barbarossa.
I januari 1945 blev förbandet i det närmaste förintat vid strider i Polen. Återstoden och för tillfället tillgängliga andra förband sammansattes i mars 1945 till en ny division i Schlesien vilken fortsatte att strida tills den i Sudeterna kapitulerade till allierade styrkor.
Divisionen har anklagats för krigsförbrytelser i samband med invasionen i Polen.

## Befälhavare
- Generalmajor Herbert Loch  	(1 sep 1939 - 27 okt 1941)
- Generalleutnant Ernst Güntzel  	(27 okt 1941 - 25 dec 1941)
- Generalmajor Gustav-Adolf von Zangen  	(25 dec 1941 - 1 april 1943)
- Generalmajor Richard Zimmer  	(1 april 1943 - ? feb 1944)
- Oberst Otto-Hermann Brücker  	(? feb 1944 - 15 mars 1944)
- Oberst Georg Haus  	(15 mars 1944 - 16 april 1944)
- Oberst Otto-Hermann Brücker  	(16 april 1944 - ? maj 1944)
- Generalleutnant Richard Zimmer  	(? maj 1944 - 28 sep 1944)
- Generalmajor Max Sachsenheimer  	(28 sep 1944 - ? maj 1945)

## Organisation
- 21. infanteriregementet
- 55. infanteriregementet
- 95. infanteriregementet
- 17. artilleriregementet
- 53 artilleriregementet, 1 bataljon
- 17. pansarvärnsbataljonen (mot)
- 17. spaningsbataljonen
- 17. fältreservbataljonen
- 17. signalbataljonen
- 17. pionjärbataljonen
- tyg- och trängförband